# Jurgis Šaulys
Jurgis Šaulys   (Balsėnai, 5 de maig de 1879 - Lugano, 18 d'octubre de 1948) fou un economista, diplomàtic i polític lituà, i un dels vint signants de la Declaració d'Independència de Lituània de 1918.
Šaulys estudià a l'escola secundària de Palanga i va assistir al Seminari Teològic de Kaunas. Va ser acomiadat del seminari per la seva participació en el movient Knygnešiai, que difonia materials publicats en lituà, una pràctica prohibida en aquell moment. Després de mudar-se a Vílnius el 1900, va continuar les seves actitivitats polítics, va esdevenir un dels 12 Apòstols del moviment per la independència, i va ser un dels fundadors del Partit Democràtic de Lituània. Se'n va anar a Suïssa per estudiar Econòmiques a la Universitat de Berna, on va rebre el seu doctorat el 1912, però, amb tot i això, seguí contribuint en aquestes activitats des de l'estranger.
De retorn a Vílnius el 1912, va editar el Lietuvos žinios (Notícies de Lituània). Després de l'esclat de la Primera Guerra Mundial treballà en diverses organitzacions caritatives. Fou membre de la Conferència de Vílnius, va ser elegit secretari general del subsegüent Consell de Lituània, i va signar l'Acta d'Independència el 1918.
Šaulys va entrar al servei diplomàtic immediatament després, on va servir com a llegat a Alemanya, Suïssa, el Vaticà i Polònia. Arran de la invasió alemanya de Polònia el 1939, es va traslladar a Lugano a Suïssa amb la seva dona, la cantant d'òpera italià Mafalda Salvatini, en qualitat d'ambaixador de Lituània a Berna fins que la legació va ser tancada el 1946. Va morir a Lugano el 1948.
Destacat bibliòfil, va donar gran part de la seva col·lecció a la Universitat Vytautas el Gran, i la resta de la seva col·lecció es manté en la Universitat de Pennsylvania.